# Ghodrat Kandi
Ghodrat Kandi – wieś w Iranie, w ostanie Azerbejdżan Zachodni, w szahrestanie Mijandoab. W 2006 roku liczyła 164 mieszkańców.